# Greg Stokes
Gregory Lewis „Greg” Stokes (ur. 5 sierpnia 1963 w New Haven) – amerykański koszykarz, występujący na pozycjach silnego skrzydłowego lub środkowego, po zakończeniu kariery zawodniczej trener koszykarski.
W 1981 został zaliczony do III składu Parade All-American.
Jego córka Kiah jest zawodniczką WNBA.

## Osiągnięcia
Na podstawie, o ile nie zaznaczono inaczej.
NCAA
- Uczestnik rozgrywek:
  - Sweet 16 turnieju NCAA (1983)
  - II rundy turnieju NCAA (1982, 1983)
  - turnieju NCAA (1982, 1983, 1985)
- Drużyna Iowa Hawkeyes zastrzegła należący do niego numer 41

Drużynowe
- Zdobywca Pucharu Księcia Asturii (1989)

Indywidualne
- Uczestnik meczu gwiazd ligi włoskiej (1986, 1987)

Reprezentacja
- Mistrz igrzysk panamerykańskich (1983)[3]